# Celična stena
Celična stena je specializirana celična struktura iz kompleksnih polisaharidov na zunanji strani celične membrane, ki daje celici obliko in zaščito; značilna je za rastline in bakterije. Najdemo jo tudi pri glivah, algah in nekaterih arhejah. Poglavitna vloga celične stene je zoperstavljanje tlaku v celici, deluje pa tudi kot filter za vstopajoče in izstopajoče snovi.
Sestavine celične stene se razlikujejo med vrstami; pri rastlinah in glivah se razlikujejo tudi med tipi celic in njihovimi razvojnimi stopnjami. Pri rastlinah je poglavitni gradnik celične stene celuloza, polimerna spojina glukoze. Bakterijske celične stene so zgrajene iz peptidoglikanov. Pri arhejah so sestavine različne (glikoproteini, psevdopeptidoglikani, polisaharidi).